# Nicolás Maquiavelo
Niccolò di Bernardo dei Machiavelli (pronunciación en italiano: /[nik.koˈlɔ di berˈnardo dei makjaˈvɛlli]/; Florencia, 3 de mayo de 1469-ibidem, 21 de junio de 1527), conocido en el mundo hispanoparlante como Nicolás Maquiavelo, fue un diplomático, autor, filósofo político y escritor italiano, considerado el padre de la filosofía política moderna y de la ciencia política. Fue asimismo una figura relevante del Renacimiento italiano. En 1513 escribió su tratado de doctrina política titulado El príncipe, publicado póstumamente en Roma en 1531.

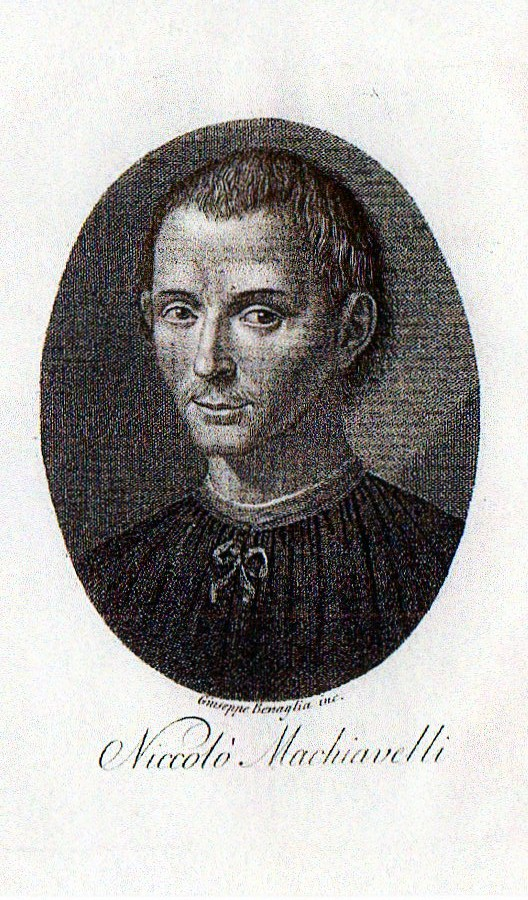
Nicolás Maquiavelo (impresión de principios del).

Escudo de armas de la familia Machiavelli.

Nació en el pequeño pueblo de San Casciano in Val di Pesa, a unos 15 km de Florencia, el 3 de mayo de 1469, hijo de Bernardo Machiavelli, un abogado perteneciente a una empobrecida rama de una antigua familia influyente de Florencia, y de Bartolomea di Stefano Nelli, ambos de familias cultas y de orígenes nobiliarios, pero con pocos recursos a causa de las deudas del padre.
Entre 1498 y 1512 estuvo a cargo de una oficina pública y visitó varias cortes en Francia, Alemania y otras ciudades-estado italianas en misiones diplomáticas. En 1512 fue encarcelado por un breve periodo en Florencia, y después fue exiliado y despachado a San Casciano. Murió en Florencia en 1527 y fue sepultado en la Basílica de la Santa Cruz.

## Biografía
«Nací pobre, y aprendí primero a luchar que a disfrutar»
—Maquiavelo, carta a Vettori.

### Infancia y juventud
Niccolò Machiavelli (también registrado como «Macchiavelli», —con una «c» adicional—, en la inscripción de la estatua ubicada en la entrada de los Uffizi) nació en Florencia, Italia, siendo el tercer hijo de la familia, después de sus hermanas Primavera (1465) y Margherita (1468), y antes de su hermano Totto (1475-1522). Su nombre y apellido, al igual que los de muchas otras figuras históricas, han sido objeto de un proceso de adaptación lingüística en español, donde es conocido como «Nicolás Maquiavelo». Era hijo de Bernardo Machiavelli, juris doctor (1432-1500), y Bartolomea di Stéfano Nelli (1441-1496).
La familia Machiavelli, originaria de la Val di Pesa, está documentada como perteneciente al grupo de los güelfos residentes en Florencia al menos desde el siglo XIII, donde desempeñaron funciones públicas y se dedicaron al comercio.
El padre de Nicolás, Bernardo, aunque de recursos limitados y considerado —de manera incierta— como hijo ilegítimo, era doctor en derecho, ahorrativo por temperamento o necesidad, y mostró un marcado interés en los estudios humanísticos, evidenciado en su Libro de Recuerdos, que constituye la principal fuente sobre la infancia de Niccolò. Por su parte, la madre, según testimonios de un descendiente, habría compuesto himnos religiosos dedicados a su hijo Niccolò, aunque estas composiciones no han sido conservadas.

### Formación
La formación de Nicolás Maquiavelo puede clasificarse en dos fases fundamentales: la primera, caracterizada por su dedicación a los asuntos públicos y su activa participación en la gestión política; y la segunda, iniciada alrededor de 1512, tras su exclusión de la política activa. Este segundo período se distingue por una transición hacia la producción de textos de carácter teórico y especulativo, marcando un alejamiento de la praxis política directa. Durante esta etapa, Maquiavelo se centró en la consolidación de sus reflexiones filosóficas y políticas, dando forma a las ideas que posteriormente influirían profundamente en la teoría política moderna.
En 1476, Nicolás Maquiavelo comenzó sus estudios de latín, y al año siguiente se enfocó en la gramática bajo la instrucción de Battista da Poppi. Para 1480, incorporó la aritmética a su formación, y en 1481 ya realizaba exámenes escritos de composición en latín. La biblioteca de su padre contenía obras fundamentales en esta lengua, entre las que se encontraban La Primera Década de Tito Livio, una obra que narraba la historia de Roma y sus lecciones morales; Italia Illustrata de Flavio Biondo, una importante obra sobre la geografía e historia de Italia; Cicerón, con sus escritos sobre política y ética, como De Re Publica y De Officiis; Commentarii in Somnium Scipionis de Macrobio, que interpretaba los textos de Cicerón desde una perspectiva filosófica; Institutiones Grammaticae de Prisciano, esencial para el estudio de la gramática latina; y Epitome Historiarum Philippicarum de Marco Juniano Justino, un resumen de la historia universal que abarcaba desde la fundación de Roma hasta la época de Augusto.
Durante su adultez, Maquiavelo también estudió y transcribió obras de autores como Lucrecio, de quien realizó una transcripción del De rerum natura, actualmente conservada en la Biblioteca Vaticana (manuscrito Rossiano 884), y la Historia persecutionis vandalicae de Víctor Uticense.
Su interés por la política se manifestó antes de ocupar cargos institucionales, como lo demuestra una carta fechada el 9 de marzo de 1498, la segunda conocida (la primera, fechada el 2 de diciembre de 1497, es una solicitud al cardenal Giovanni Lopez para interceder en un litigio territorial con la familia Pazzi). En esta misiva, dirigida, probablemente, a Ricciardo Becchi, embajador florentino en la corte papal, Maquiavelo expresa críticas hacia Girolamo Savonarola.
El contexto histórico y familiar de Maquiavelo fue crucial para su formación. Nacido en Florencia en 1469, en una época marcada por la inestabilidad política y social, su familia pertenecía a la burguesía florentina. Algunos historidades y pensadores creen que este entorno influyó en su perspectiva política y filosófica, ya que estuvo expuesto a los vaivenes de las luchas políticas entre las facciones de los Medici y las de la República Florentina.
Además de su formación teórica, Maquiavelo adquirió experiencia práctica en la administración pública. Al ser nombrado secretario de la Segunda Cancillería de la República Florentina, participó en misiones diplomáticas, lo que le permitió adquirir una comprensión directa de la política y la gestión gubernamental.
Aunque no dominaba el griego antiguo, tuvo acceso a traducciones latinas de los textos de historiadores clásicos como Tucídides, Polibio y Plutarco. Estudió obras de filosofía moral y ética. Su interacción con otros pensadores contemporáneos, como Francesco Guicciardini, con quien mantuvo correspondencia y debatió sobre cuestiones políticas y militares, enriqueció aún más su perspectiva.

### Secretario de la Segunda Cancillería de la República de Florencia
«La persona era bien proporcionada, de estatura media, de complexión delgada, erguido en su porte con una actitud audaz. Tenía el cabello negro, la piel blanca pero tirando a oliva; cabeza pequeña, rostro huesudo, frente alta. Los ojos muy vivos y la boca delgada, cerrada, parecían siempre sonreír un poco de manera burlona. De él quedan más retratos, de buena calidad, pero solo Leonardo, con quien también tuvo trato en sus días prósperos, habría podido retratar en pensamiento, con el dibujo y los colores, esa sutil sonrisa ambigua»
Roberto Ridolfi, en su obra Vita di Niccolò Machiavelli, p. 22

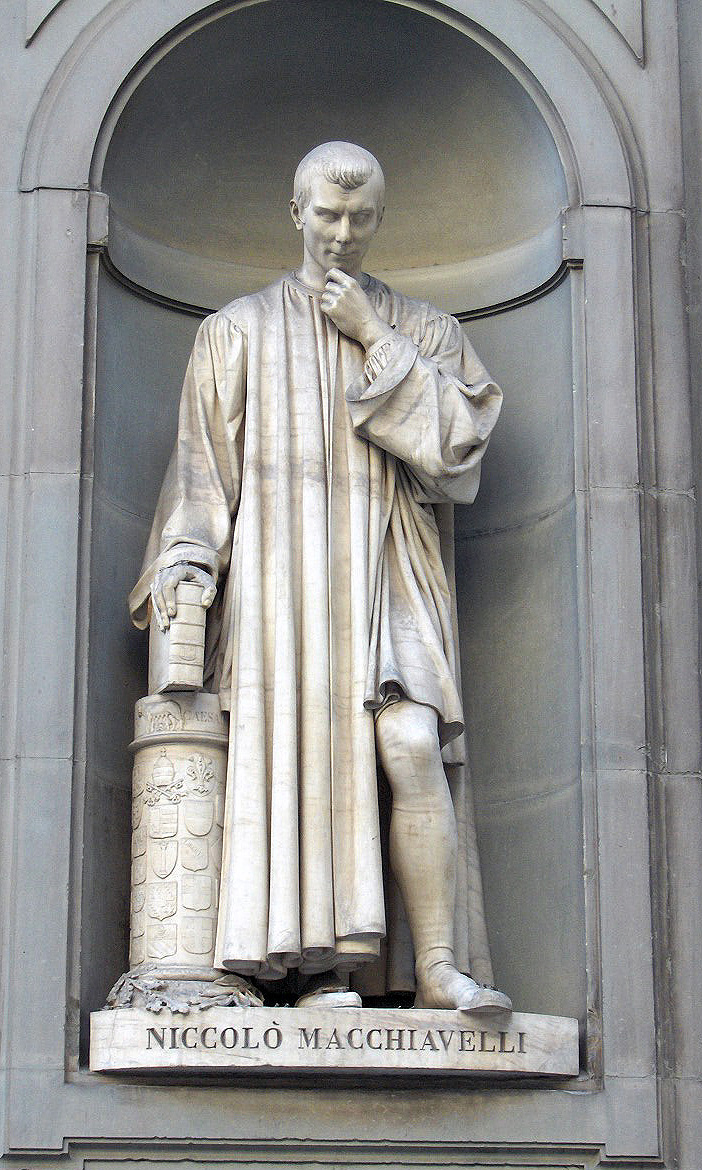
Estatua de Maquiavelo en la Galería Uffizi.

El 20 de junio de 1498, Nicolás Maquiavelo inició su carrera política como secretario de la Segunda Cancillería de la República de Florencia, un cargo que implicaba gestionar asuntos internos, militares y diplomáticos. Su nombramiento coincidió con la caída de Girolamo Savonarola, lo que permitió que figuras menos alineadas con el fraile asumieran responsabilidades públicas. El apoyo de Marcello Virgilio Adriani, su mentor y primer secretario de la República de Florencia, fue crucial para su designación.
Entre sus primeras tareas destacaron la reconquista de Pisa y la mediación en conflictos regionales. Maquiavelo elaboró estrategias militares, como se evidencia en su Discorso della guerra di Pisa, proponiendo tácticas combinadas de asedio y ataque directo. Sin embargo, las campañas militares enfrentaron contratiempos, incluyendo la ineficacia y sospechas de traición de Paolo Vitelli, un capitán de ventura, cuya ejecución fue defendida por Maquiavelo.
En 1500, fue enviado al Reino de Francia junto a Francesco della Casa para renegociar el apoyo francés en la guerra de Pisa. Allí, Maquiavelo observó las dinámicas de poder de la monarquía francesa, lo que influyó significativamente en su pensamiento político. En textos como De natura Gallorum y Ritratto delle cose di Francia, analizó las fortalezas y debilidades del estado francés, identificándolo como un modelo de monarquía centralizada y de cohesión nacional, características que consideraba esenciales para un Estado moderno. Estas experiencias no solo consolidaron su reputación como diplomático, sino que también moldearon sus reflexiones sobre la relación entre política, poder y estrategia, que más tarde plasmaría en sus obras teóricas.

### Exilio
Al regreso de los Médici, Maquiavelo, quien había mantenido esperanzas de conservar su puesto bajo el mandato de los nuevos gobernantes de Florencia, fue despedido por decreto el 7 de noviembre de 1512. En febrero del año siguiente, fue implicado en una conspiración contra los Médici —Giovanni (futuro León X), Giuliano y Lorenzo—, cuyos cabecillas, Pietro Paolo Boscoli y Agostino Capponi, fueron ejecutados. Maquiavelo fue arrestado y torturado junto con otros sospechosos. Posteriormente, el pontífice León X intercedió para obtener su liberación.
Después de ser liberado, Maquiavelo se trasladó a su propiedad en San Casciano in Val di Pesa, a unos quince kilómetros de Florencia. Allí se dedicó a actividades relacionadas con el cultivo de la tierra y la cría de animales, tareas que realizaba junto con obreros contratados. Durante este periodo, mantenía contacto con los trabajadores y llevaba una vida alejada de su antigua posición en la administración pública.
En su tiempo libre, leía a autores como Dante Alighieri, Francesco Petrarca y Ovidio. En una carta dirigida a Francesco Vettori en diciembre de 1513, Maquiavelo describió sus actividades diarias y explicó los motivos que lo llevaron a escribir El príncipe. Esta obra fue entregada a los Médici, aunque no tuvo la recepción esperada.
Posteriormente, escribió Discursos sobre la primera década de Tito Livio, donde abordó temas políticos como la preferencia por un sistema republicano frente a una monarquía absoluta. Entre sus demás trabajos destacan Del arte de la guerra y la comedia La mandrágora.

### Últimos años
Maquiavelo recibió la amnistía en 1521, a los 52 años, pero poco después fue acusado falsamente de estar involucrado en un golpe de Estado contra los Médici. Fue torturado y encarcelado por un breve periodo. Tras su liberación, recibió un encargo para liberar a unos trabajadores del gremio de la lana que habían sido secuestrados por un grupo de malhechores. Maquiavelo logró la liberación de los rehenes, y el gremio, en agradecimiento, le otorgó una cuantiosa suma de dinero. Con parte de esos fondos, compró un billete de lotería, que resultó premiado con 20 mil ducados, lo que le permitió saldar algunas de sus deudas.
Posteriormente, comenzó a trabajar en la academia humanista de Bernardo Rucellai, donde se dedicó a traducir la obra griega de Polibio. A través de este trabajo, recopiló valiosas ideas sobre el gobierno de una república. La llegada del nuevo papa Clemente VII, miembro de la familia Médici, permitió a Maquiavelo acercarse nuevamente a la política, encargándole una obra sobre la historia de Florencia por 120 florines. No obstante, este vínculo con los Médici despertó críticas, acusándosele de ser partidario de la misma familia a la que supuestamente había conspirado en el pasado.
Maquiavelo falleció a los 58 años en Florencia, el 21 de junio de 1527, a causa de una peritonitis aguda (una inflamación súbita del peritoneo, la membrana que recubre la cavidad abdominal). A pesar de ser ignorado y olvidado por sus contemporáneos, su legado alcanzó un notable reconocimiento en siglos posteriores. Durante su vida, su enfoque pragmático y considerado a menudo frío sobre la política y el gobierno estatal, provocó escándalo entre sus coetáneos, especialmente por la naturaleza poco religiosa de sus ideas.
Según Roberto Ridolfi, es probable que Maquiavelo no haya llegado a conocer la magnitud de su legado. Durante su vida fue políticamente marginado tras el retorno de los Médici al poder en Florencia. Su obra más influyente, El príncipe, fue publicada de manera póstuma en 1532, cinco años después de su fallecimiento. En su época, sus ideas fueron ampliamente rechazadas por su enfoque secular y pragmático del poder, considerado escandaloso y contrario a los valores religiosos dominantes del Renacimiento. Con el paso del tiempo, su pensamiento comenzó a ser reevaluado y adquirió una influencia significativa en el desarrollo de la teoría política moderna.

## El pensamiento político de Nicolás Maquiavelo
Aunque Maquiavelo nunca escribió literalmente la frase «el fin justifica los medios», esta se le ha atribuido ampliamente, incluso por personas ajenas a la lectura directa de su obra. La asociación proviene, en gran parte, del capítulo XVIII de El príncipe, donde Maquiavelo argumenta que un gobernante debe estar dispuesto a actuar con astucia o dureza si con ello logra conservar el poder y el orden. Esta máxima se ha popularizado como una síntesis —a menudo reduccionista— de su pensamiento, al punto de convertirse en parte del imaginario colectivo sobre la política maquiavélica. No obstante, estudiosos como Quentin Skinner, Isaiah Berlin, J. G. A. Pocock, y John Najemy sostienen que Maquiavelo no promovía la inmoralidad, sino que ofrecía un análisis realista del ejercicio del poder, desligado de principios éticos idealizados.
Maquiavelo es considerado el precursor de la razón de Estado, concepto nodal en la teoría política moderna, cuya formulación ulterior se observa en Francesco Guicciardini y Giovanni della Casa, aunque adquiere una sistematización doctrinal con Giovanni Botero en su obra Della Ragion di Stato (1589). En sus Discursos sobre la primera década de Tito Livio (lib. III, cap. 41), Maquiavelo sintetiza este principio en la sentencia: «Que la patria se debe defender siempre con ignominia o con gloria, y de cualquier manera estará defendida»:

«Esto es algo que merece ser notado e imitado por todo ciudadano que quiera aconsejar a su patria, pues en las deliberaciones en que está en juego la salvación de la patria, no se debe guardar ninguna consideración a lo justo o lo injusto, lo piadoso o lo cruel, lo laudable o lo vergonzoso, sino que, dejando de lado cualquier otro respeto, se ha de seguir aquel camino que salve la vida de la patria y mantenga su libertad».

Es considerado uno de los teóricos políticos más influyentes del Renacimiento, dado que su obra marca un punto de inflexión hacia la modernidad en la concepción política y en la reconfiguración de las estructuras sociales. En su pensamiento, la política se desvincula de la moralidad tradicional, lo que le permite fundamentar un análisis pragmático del poder. En este sentido, el filósofo italiano afirmaba que «si una persona desea fundar un Estado y establecer sus leyes, debe comenzar por asumir que todos los hombres son perversos y que están predispuestos a manifestar su naturaleza, siempre que encuentren las circunstancias propicias para ello».
Tradicionalmente, se ha identificado una aporía en el pensamiento maquiaveliano debido a la aparente contradicción entre sus dos obras más significativas, los Discursos sobre la primera década de Tito Livio y El príncipe.
En los Discursos, Maquiavelo aboga por el establecimiento de una república, partiendo de la premisa de que toda comunidad está marcada por dos fuerzas contrapuestas: el pueblo y los grandes, siendo estos últimos los que buscan dominar al pueblo. Para Maquiavelo, el régimen óptimo es una República bien estructurada, como la República romana, que consiga integrar a ambos sectores de la sociedad, permitiendo así que el conflicto político se mantenga dentro de la esfera pública.
Maquiavelo destaca que una república bien organizada debe contar con instituciones que gestionen y canalicen el conflicto entre las distintas partes. Sin estas instituciones, el orden de la república se desintegraría. En su opinión, ninguna de las formas de gobierno, ya sean las buenas (como la monarquía, la aristocracia y la democracia) o las malas (como la tiranía, la oligarquía y el gobierno licencioso), logra equilibrar adecuadamente los intereses de los diferentes grupos en el régimen, lo que las convierte en inherentemente inestables.

«Las tres buenas son las antes citadas; las tres malas son degradaciones de ellas, […] la monarquía con facilidad se convierte en tiranía; el régimen aristocrático en oligarquía, y el democrático en licencia».
—Maquiavelo, en Discursos sobre la primera década de Tito Livio. Capítulo II, Libro Primero

Los intérpretes que se inclinan por las tesis republicanas han intentado, desde Rousseau, conciliar la aparente contradicción entre los Discursos y El príncipe al considerar que este último emplea un ejercicio de ironía, cuyo objetivo sería revelar las prácticas reales del poder en su contexto.
No obstante, respecto a la oposición a la república que podría inferirse en El príncipe, es fundamental tener en cuenta el contexto en el cual Maquiavelo redacta esta obra. Al hacerlo, busca ofrecer a Lorenzo II de Médici una guía para desempeñarse eficazmente en su intento de unificar Italia y resolver la crisis política de la época. Maquiavelo aclara también que podría existir un individuo cuya virtud política (la capacidad de aprovechar los momentos favorables de la fortuna y evitar los desfavorables) supere el funcionamiento colectivo de la república, aunque tal virtud, al estar asociada a un individuo específico, perecería con su muerte. En cambio, en una república bien organizada, dicho poder no dependería de un único ser mortal.
El príncipe establece paralelismos con la figura del dictador en la Roma republicana, quien era investido con poderes absolutos por un tiempo limitado y, al final de su mandato, debía rendir cuentas ante la república.

«Por tanto, un príncipe, viéndose obligado a sabiendas a adoptar la bestia, tenía el deber de escoger el zorro y el león, porque el león no se puede defender contra las trampas y el zorro no se puede defender contra los lobos. Por lo tanto, es necesario ser un zorro para descubrir las trampas y un león para aterrorizar a los lobos».
—Maquiavelo, 1993: pp. 137-138).

Maquiavelo sostiene que todo príncipe debe poseer tanto virtud como fortuna para ascender al poder. La virtud se refiere a la capacidad del príncipe para tomar decisiones acertadas, mientras que la fortuna se refiere a los factores externos e impredecibles, como las circunstancias que le permiten conquistar un territorio o lograr sus objetivos. En su concepción, la fortuna puede ayudar al príncipe a alcanzar el poder, pero es la virtud la que le permitirá mantenerlo. En el caso de un príncipe que haya llegado al poder mediante actos viles, como el crimen o el abuso de poder, Maquiavelo aconseja que, una vez en el poder, debe cambiar su actitud hacia el pueblo. Debe ofrecerles libertad para ganarse su favor, ya que, en última instancia, será el pueblo quien determine su futuro. Mientras que la nobleza y el clero son vistos como clases que también tienen importancia, Maquiavelo considera que el pueblo es la base de la nación, su «médula». Advierte que, para que el príncipe mantenga el control sobre el pueblo, este debe ser manejado con habilidad, convirtiéndolo en «cera en manos del político», es decir, un recurso flexible y moldeable que el gobernante puede usar a su favor para consolidar y preservar el poder. No obstante, las faltas cometidas por el pueblo sometido a su autoridad «son el resultado enteramente de su propia negligencia o mal ejemplo», pues según Lorenzo de Medici confirma: «El ejemplo del príncipe es seguido por las masas».
En relación con la religión, y específicamente el cristianismo, Maquiavelo la consideró un elemento dentro de la estructura del Estado, cuyo propósito era servir como un instrumento para preservar la justicia y fomentar la virtud en los ciudadanos. Según su visión, la religión tenía un papel fundamental en la consolidación del orden social, ya que proporcionaba un marco moral que podía ser utilizado para guiar las conductas individuales y colectivas. Maquiavelo entendía que, en un contexto político, la Iglesia y sus valores podían ser aprovechados por los gobernantes para legitimar su poder y mantener la estabilidad en la sociedad, incluso si su influencia no era necesariamente coherente con las prácticas o principios fundamentales del gobernante. Por ejemplo, los romanos «recurrían a la religión con el fin de inspirar confianza a sus ejércitos» o cuando el príncipe Timasiteo "inspiró a la multitud con un sentimiento de religión, y siempre imitan a sus gobernantes". Según Maquiavelo en los Discursos, los principios de San Francisco y Santo Domingo de pobreza voluntaria y el ejemplo de la vida de Cristo lograron tal influencia en la gente que fueron capaces de hacerles entender que incluso hablar mal de gobernantes perversos era perverso, y que era apropiado rendirles obediencia, dejando el castigo de sus errores a Dios. En El príncipe, Maquiavelo expresa tanto desdén como admiración hacia la Iglesia y el papa. Este enfoque ha llevado a algunos estudiosos a interpretarlo como un anticristiano que prefería las religiones civiles paganas. Sin embargo, otros autores, como Cary Nederman, sostienen que varias doctrinas cristianas, como la gracia divina y el libre albedrío, son elementos importantes en el pensamiento maquiavélico.
Maquiavelo fue también un precursor del trabajo de los analistas políticos y columnistas contemporáneos. En una carta a Francesco Vettori, de julio de 1513, escribió: «Todos estos príncipes nuestros tienen un propósito, y puesto que nos es imposible conocer sus secretos, nos vemos obligados en parte a inferirlo de las palabras y los actos que cumplen, y en parte a imaginarlo».
Diversos textos de Maquiavelo reflejan tanto coherencia como contradicciones en su obra. En una carta a Francesco Guicciardini, de mayo de 1521, expresó: «Desde hace un tiempo a esta parte, yo no digo nunca lo que creo, ni creo nunca lo que digo, y si se me escapa alguna verdad de vez en cuando, la escondo entre tantas mentiras, que es difícil reconocerla». Esta cita pone de manifiesto el uso de una retórica en la que la distinción entre verdad y falsedad se torna difusa.
Lo que Maquiavelo propone puede entenderse como un relativismo moral en el que las normas éticas convencionales son supeditadas a los intereses políticos del gobernante, quien debe tomar decisiones pragmáticas en función de la conservación del poder. Este enfoque pone en cuestión la validez de principios morales absolutos en contextos políticos. Hannah Arendt señaló que «la debilidad del argumento del mal menor ha sido siempre que los que escogieron el mal menor olvidan muy rápido que han escogido el mal». Insistiendo en las ideas relativistas del maquiavelismo, Thomas Hobbes sostiene que: «Mientras los hombres viven sin ser controlados por un poder común que los mantenga atemorizados a todos, están en esa condición de guerra, guerra de cada hombre contra cada hombre». Esto implica que el poder político colectivo actúa como un mecanismo para infundir temor (keep them all in awe) y, gracias a ese «temor reverencial», se constituye un cuerpo político capaz de frenar mediante dominio y violencia (es decir, mediante el mal) la guerra y el caos continuo. De acuerdo con Hobbes, la inclinación malvada de los hombres hace que la alianza entre el poder y el mal sea necesaria para producir los resultados deseados en términos de convivencia y paz. Desde la perspectiva liberal, el poder se considera un mal necesario, pero debido a su naturaleza, es imperativo «controlarlo» y «limitarlo». Esto se debe a que, sin dicha contención, el poder no es funcional ni adecuado para cumplir sus objetivos de seguridad, paz y convivencia. Así, el mal, aunque necesario, debe ser domesticado mediante el ejercicio de nuestros derechos, sometido al consentimiento de los gobernados, estructurado mediante la representación, fragmentado a través de la división de poderes y regulado bajo el principio de la ley.
En términos contemporáneos, Peter Sloterdijk ha cuestionado el desarrollo excesivo del concepto maquiaveliano de razón de Estado, considerando los efectos perjudiciales de dicho concepto en su obra Crítica de la razón cínica (1983). Sloterdijk sostiene que la «falsa conciencia ilustrada» adopta una estrategia de actuación que, a pesar de reconocer que los ideales promovidos —tales como razón, progreso, verdad y diálogo— no son alcanzables ni han sido nunca plenamente alcanzados, procura mantenerlos dentro del marco establecido. Este fenómeno da lugar a un tipo de individuos que, aunque no cuestionan abiertamente dichos ideales en el ámbito público, los transgreden en su vida privada, actuando con una libertad y superioridad que les permite operar al margen de los mismos. A este comportamiento, Sloterdijk lo denomina como cinismo.

## Estilo y escritura
La escritura de Maquiavelo se caracteriza por su claridad pragmática y su enfoque directo en cuestiones políticas y estratégicas. A lo largo de sus obras más influyentes, como El príncipe y Discursos sobre la primera década de Tito Livio, Maquiavelo analiza las dinámicas de poder, centrando su atención en lo que es efectivo, en lugar de lo que es ideal o moralmente correcto. Su estilo es directo y conciso, evitando florituras innecesarias y ofreciendo consejos prácticos a los gobernantes, basados en las realidades del poder político.
Maquiavelo fue un observador de la psicología humana, evidenciado a través de su descripción de las motivaciones y debilidades de los gobernantes y sus súbditos. En su obra, subraya la importancia de comprender la naturaleza humana para gestionarla efectivamente en el ejercicio del poder. Su estilo es directo, sin adornos, enfocándose en la manera en que los líderes pueden mantener el poder, incluso en tiempos de crisis.
En cuanto a la forma, Maquiavelo emplea un lenguaje preciso y una estructura lógica, utilizando una amplia gama de ejemplos históricos para ilustrar sus puntos. Estos ejemplos, aunque tomados de la historia romana y Edad Media, se presentan como lecciones universales, enfatizando la importancia de la acción y la adaptabilidad en la política.
El estilo de Maquiavelo ha sido objeto de análisis a lo largo de los siglos. Los temas que ha abordado han sido tanto elogiado como criticado.

## Obras de Nicolás Maquiavelo
Las obras de Maquiavelo abarcan diversos campos del conocimiento, incluyendo la teoría política, la historia y la literatura. Analizó temas clave como el poder, la política, la guerra y el gobierno, proponiendo enfoques pragmáticos y realistas. Su producción literaria se extiende desde tratados políticos hasta comedias y poemas.

### Obras políticas e históricas
- Discurso sobre la corte de Pisa (1499): reflexión sobre la administración y gobierno de Pisa bajo dominio florentino.
- Del modo di trattare i popoli della Valdichiana ribellati (1502): análisis sobre cómo someter y gobernar poblaciones rebeldes.
- Del modo tenuto dal duca Valentino nell'ammazzare Vitellozzo Vitelli, Oliverotto da Fermo, etc. (1502): relato sobre la estrategia de Cesare Borgia para consolidar su poder eliminando rivales.
- Discorso sopra la provisione del danaro (1502): reflexión sobre la recaudación de impuestos y la financiación del gobierno.
- Retrato de la corte de Alemania (1508-1512): observaciones sobre el sistema político y la administración de la corte alemana.
- Retrato de la corte de Francia (1510): análisis sobre la política y la organización de la monarquía francesa.
- Discursos sobre la primera década de Tito Livio (1512-1517): ensayo sobre la república y la política basado en la obra de Tito Livio, donde defiende un sistema político mixto.
- El príncipe (1513): su obra más célebre, donde expone estrategias para adquirir y mantener el poder, basándose en la realidad política.
- Del arte de la guerra (1519-1520): diálogo sobre la importancia de las milicias nacionales y la estrategia militar en la política.[37]
- Discorso sopra il riformare lo stato di Firenze (1520): propuesta de reformas políticas para fortalecer la República de Florencia.
- Sumario de la corte de la ciudad de Lucca (1520): análisis de la organización política de Lucca.
- La vida de Castruccio Castracani (1520): biografía del condotiero Castruccio Castracani, usada como ejemplo de liderazgo.
- Historia de Florencia (1520-1525): relato detallado de la historia florentina desde la antigüedad hasta su época.
- Historias florentinas (1521-1525): otra versión de su análisis sobre la historia de la República de Florencia, con énfasis en los conflictos políticos.[38]

### Obras literarias
- Decennale primo (1506): poema en el que narra los acontecimientos políticos de Italia en los últimos diez años.
- Decennale secondo (1509): continuación del poema anterior.
- Andria (1517): adaptación de una comedia de Terencio.
- La mandrágora (1518): comedia satírica que critica la corrupción en la sociedad y la política.
- Della lingua (1514): diálogo sobre la lengua italiana y su evolución.
- Clizia (1525): comedia inspirada en Casina de Plauto, que satiriza la hipocresía social.
- Belfagor arcidiavolo (1515): novela corta sobre un demonio que se casa con una mujer humana y sufre las dificultades del matrimonio.
- Asino d'oro (1517): poema inspirado en El asno de oro de Apuleyo, con elementos satíricos y filosóficos.

## En la cultura popular
Maquiavelo ha influido en diversas expresiones de la cultura popular, desde la literatura y el cine, hasta la música y los videojuegos. Su figura ha sido adaptada y reinterpretada en diferentes contextos. A menudo asociado con el poder y la astucia, su legado sigue presente en obras que exploran temas de control, manipulación y la naturaleza humana.
Por ejemplo, su nombre, modificado a «Makaveli», fue utilizado por el rapero estadounidense Tupac Shakur entre 1995 y 1996 para firmar muchas de sus canciones y un álbum lanzado póstumamente.
En la literatura ha sido personaje de obras de política representando el cinismo y el realismo, oponiéndose al pensamiento jurídico de Montesquieu.
Maquiavelo también aparece en el videojuego Assassin's Creed II y su secuela Assassin's Creed: Brotherhood, en el papel de Asesino. En este último, desempeña un papel particularmente importante, junto a otros personajes de la Italia renacentista.
Maquiavelo es, junto a John Dee, el principal antagonista de la serie de novelas de fantasía El mago: Los secretos del inmortal Nicolas Flamel (como jefe de los servicios secretos franceses), escrita por Michael Scott.
En la exposición Il Principe di Niccolò Machiavelli e il suo tempo. 1513-2013 (Roma, Complesso del Vittoriano, Salone Centrale, del 25 de abril al 16 de junio de 2013), promovida por el Instituto de la Enciclopedia Italiana y la sección italiana del Aspen Institute, la sección Machiavelli e il nostro tempo: usi e abusi presenta, entre otras «obras», figuritas Liebig, paquetes de cigarrillos, tarjetas telefónicas, cartas coleccionables, postales, sellos, juegos de mesa y videojuegos dedicados a Maquiavelo.

### Cine y televisión
En la serie The Borgias de Neil Jordan, es interpretado por Julian Bleach.
Machiavel es una banda belga, catalogada dentro del género rock progresivo, activa desde 1974. El nombre de la banda es un homenaje a Maquiavelo.
En la serie Medici: Masters of Florence, es interpretado por Vincenzo Crea.
En la serie Leonardo, lanzada en 2021, es interpretado por Davide Iacopini.

## Ediciones en Italia de sus obras
- El príncipe, a cargo de Mario Martelli, con aparato filológico a cargo de Nicoletta Marcelli, vol. I/1, pp. 536, 2006, ISBN 978-88-8402-520-3

- Discursos sobre la primera Década de Tito Livio, a cargo de Francesco Bausi, vol. I/2, dos tomos pp. XLIV-960, 2001, ISBN 978-88-8402-356-8

- Del arte de la guerra. Escritos políticos menores, a cargo de Giorgio Masi, Jean Jacques Marchand, Denis Fachard, vol. I/3, pp. XV-726, 2001, ISBN 978-88-8402-338-4

- Obras históricas, a cargo de Alessandro Montevecchi, Carlo Varotti, vol. II, 2 tomos pp. 1052, 2011, ISBN 978-88-8402-675-0

- Teatro. Andria-Mandragola-Clizia, a cargo de Pasquale Stoppelli, vol. III/1, pp. XXIX-456, 2017, ISBN 978-88-6973-191-4

- Escritos en poesía y en prosa, a cargo de Antonio Corsaro, Paola Cosentino, Emanuele Cutinelli-Rèndina, Filippo Grazzini, Nicoletta Marcelli, coordinación de Francesco Bausi, vol. III/2, pp. XXXVI-652, 2013, ISBN 978-88-8402-770-2

- Cartas, coordinador Francesco Bausi, vol. IV, 3 tomos, pp. CXXX-(VI-VI)-2022, 2022, ISBN 978-88-6973-511-0

- Legaciones, Comisarias, Escritos de gobierno (1498-1500), a cargo de Jean-Jacques Marchand, vol. V/1, pp. 570, 2002, ISBN 88-8402-377-7

- Legaciones. Comisarias. Escritos de gobierno (1501-1503), vol. V/2, pp. 650, 2003, ISBN 88-8402-408-0

- Legaciones. Comisarias. Escritos de gobierno (1503-1504), a cargo de Jean-Jacques Marchand, Matteo Melera-Morettini, vol. V/3, pp. 596, 2005, ISBN 88-8402-504-4

- Legaciones. Comisarias. Escritos de gobierno (1504-1505), a cargo de Denis Fachard, Emanuele Cutinelli-Rèndina, vol. V/4, pp. 596, 2006, ISBN 88-8402-509-5

- Legaciones. Comisarias. Escritos de gobierno (1505-1507), a cargo de Jean-Jacques Marchand, Andrea Guidi, Matteo Melera-Morettini, vol. V/5, pp. VIII-596, 2009, ISBN 978-88-8402-642-2

- Legaciones. Comisarias. Escritos de gobierno (1507-1510), a cargo de Denis Fachard, Emanuele Cutinelli-Rèndina, vol. V/6, pp. VIII-592, 2011, ISBN 978-88-8402-727-6

- Legaciones. Comisarias. Escritos de gobierno (1510-1527), a cargo de Jean-Jacques Marchand, Andrea Guidi, Matteo Melera-Morettini, vol. V/7, pp. VIII-572, 2012, ISBN 978-88-8402-743-6